# Jean-Paul Goude
Jean-Paul Goude (Saint-Mandé, 8 dicembre 1938) è un illustratore e regista francese. Lavorò come direttore artistico presso il periodico Esquire di New York negli anni settanta e coreografò la parata per il bicentenario della Rivoluzione francese del 1989. Sue sono campagne pubblicitarie e illustrazioni realizzate per marchi come Perrier, Citroën, Kodak, Chanel e Shiseido. Aveva anche realizzato nel 1991 l'ultimo logo di La Cinq, tv francese chiusa l'anno dopo.

## Carriera

### Esquire Magazine
Nel 1968, l'editore dell'Esquire Harold Hayes chiese a Goude di dirigere lavorare a un'edizione speciale della rivista per celebrare il suo settantacinquesimo anniversario. Molti mesi dopo, Goude disse su Women's Wear Daily:
 Fra le illustrazioni di Goude realizzate per l'Esquire vi è la rappresentazione di Mao Zedong con una papera di gomma che è stata definita "ai confini del surrealismo."

### L'incontro con Grace Jones
Goude ha spesso lavorato con la cantante e modella Grace Jones, della quale diresse i video musicali, coreografò i concerti e creò le copertine dei suoi album. Secondo un'intervista del 2009, i due si sarebbero conosciuti nella scena disco di New York:
 Dopo poco tempo, i due iniziarono una relazione sentimentale e Goude realizzò le copertine degli album della compagna. La loro relazione terminò quando Jones divenne incinta del figlio Paulo:

### Il "break the internet" di Kim Kardashian
Molte delle copertine della rivista nuovaiorchese Paper pubblicate lungo la fine del 2014 vennero realizzate da Goude e ritraevano la modella Kim Kardashian. Gli scatti, che ricreano una scena dal video di Slave to the Rhythm di Grace Jones, raffigurano la Kardashian in pose provocanti con i capelli raccolti in uno chignon mentre indossa una collana di perle, un paio di orecchini e guanti di raso neri. Alcune di quelle fotografie, su cui appare spesso il logo "Break the internet", si diffusero online facendo discutere animatamente le reti sociali.